# Niels Nkounkou
Niels Patrick Nkounkou (* 1. November 2000 in Pontoise) ist ein französischer Fußballspieler. Der linke Verteidiger steht seit 2023 beim Bundesligisten Eintracht Frankfurt unter Vertrag. Er war außerdem Jugendnationalspieler Frankreichs und vertrat sein Geburtsland bei den Olympischen Spielen 2020 in Tokio.

## Karriere

### Verein
Nkounkou begann bei Cergy Pontoise FC mit dem Fußballspielen und spielte für verschiedene französische Vereine als Jugendspieler. Im Jahr 2017 wechselte er zu Olympique Marseille. Als vielversprechendes Nachwuchstalent spielte Nkounkou regelmäßig in der B-Mannschaft von Marseille, trainierte regelmäßig mit der A-Mannschaft und saß in der Saison 2019/20 zweimal bei Pflichtspielen der ersten Mannschaft auf der Bank. Nkounkou wechselte im Juli 2020 ablösefrei zum FC Everton und unterschrieb dort einen Dreijahresvertrag, nachdem er einen Profivertrag in Marseille abgelehnt hatte. Evertons Trainer Carlo Ancelotti konnte ihn von dem Verein überzeugen und er lehnte ein Angebot des italienischen Topklubs Juventus Turin ab, um in die Premier League zu wechseln.
Nkounkou bestritt sein erstes Ligaspiel für Everton am 1. November 2020 gegen Newcastle United, das Everton mit 1:2 verlor. Er ersetzte Teamkollege Lucas Digne, der eine Sperre von einem Spiel verbüßte. Bei Everton konnte Nkounkou sich allerdings nicht durchsetzten, weshalb Leihen zu Standard Lüttich nach Belgien und zu Cardiff City in die zweitklassige EFL Championship folgten, wo er mehr Spielzeit erhielt.
Im Januar 2023 wurde Nkounkou an AS Saint-Étienne in die Ligue 2 ausgeliehen. Bei Saint-Étienne konnte er überzeugen und wurde am Ende der Saison 2022/23 ins Team der Saison der Ligue 2 gewählt. Er verpasste mit dem Traditionsverein allerdings den Wiederaufstieg in die Ligue 1. Der Leihspieler wechselte schließlich fest zu Saint-Étienne.
Am 1. September 2023, dem letzten Tag des Transferfensters, verpflichtete der Bundesligist Eintracht Frankfurt Nkounkou mit einem bis 2028 laufenden Vertrag.

### Nationalmannschaft
Nkounkou ist in Frankreich geboren und wäre aufgrund seiner Abstammung auch für die Fußballnationalmannschaft der Republik Kongo spielberechtigt. Er spielte für verschiedene Jugendauswahlen Frankreichs (U18, U19 und U21). Im Juli 2021 wurde Nkounkou in die französische Olympiamannschaft berufen, die an den Olympischen Spielen teilnahm. Im zweiten Turnierspiel am 25. Juli 2021 gegen Südafrika gab er sein Debüt für die französische Olympiamannschaft, welche vorwiegend aus U23-Spielern bestand.